# 京都市電烏丸線
烏丸線（からすません）は、京都市の目抜き通りである烏丸通に敷設されていた京都市電の軌道路線。
明治終期から大正期にかけて施行された京都市三大事業の一つである［道路擴築竝電氣鐵道敷設事業］と、それを延長する［都市計畫軌道延長事業］の一環として建設された。
路線は京都駅前から北区小山までの市街中心を南北に貫く基幹であった。烏丸通に面しており数多くの信徒を擁する東本願寺は敷設事業に際し、門前を電車が走行した場合の参拝者との接触事故を憂慮し、買収した東向かいの土地と軌道設計変更費用等を合わせた寄付を伴って周辺の軌道敷を東寄りへ迂回させることを市に要望し、市会の承認を得て実現させている。
全区間が併用軌道。烏丸下立売－烏丸丸太町間は同年まで存在した狭軌の中立売線と標準軌の烏丸線が重なる「六線共用」（三線軌条の複線）区間であった。
1974年（昭和49年）度開始の「京都市高速鉄道烏丸線建設事業」に際し、七条線系統が乗り入れる七条烏丸－京都駅前を残して路線の大部分が廃止された。残る区間は1977年（昭和52年）に七条線（七条河原町以西）・河原町線（七条河原町以北）と同時に廃止となっている。

## 沿革
- 1907年（明治40年）3月6日 市会で「道路擴築竝電氣鐵道敷設事業案」修正可決
- 1910年（明治43年）12月28日 市会で東本願寺からの烏丸線軌道変更要望に伴う土地寄付金受納可決
- 1912年（明治45年）
  - 6月5日 姉小路変電所開設
  - 6月11日 七條驛前（後に京都駅前と改称）－烏丸丸太町開業
- 1913年（大正2年）5月26日 烏丸丸太町－烏丸今出川開業（京電中立賣線との六線共用区間を含む）
- 1914年（大正3年）
  - 8月 京都旧駅敷地（鉄道用地）軌道敷設出願を巡り京都市と京電が対立
  - 10月 京都旧駅敷地軌道敷設 烏丸線延長の権利を獲得（後の循環線／京都駅前三線折返式乗降車場）
- 1922年（大正11年）9月19日 市会が「第百三十五號議案」を議決し、烏丸線延長路線決定
- 1923年（大正12年）10月21日 烏丸今出川－植物園前（中賀茂橋西詰）開業　［烏丸線全線開業］
- 1924年（大正13年）
  - 2月23日 大型半鋼製ボギー車（定員80人）10両運行開始
  - 12月28日 鞍馬口変電所開設
- 1925年（大正14年）5月14日 小山車庫（後に烏丸車庫と改称）開設
- 1926年（大正15年）7月14日 中立売線堀川下立売－二条木屋町廃止に伴い、六線共用解消
- 1927年（昭和2年）4月22日 循環線（京都駅前専用軌道 0.182km）開業
- 1932年（昭和7年）7月1日 姉小路変電所改修竣工
- 1934年（昭和9年）10月1日 上總町（後に烏丸車庫前と改称）－（中賀茂橋西詰） 北大路線編入
- 1940年（昭和15年）12月2日 急行運転開始（日曜祝祭日を除く午前6時－午前9時／午後4時－午後7時）
- 1943年（昭和18年）
  - 2月21日 急行運転強化（日曜祝祭日を含む毎日午前6時－午前10時／午後4時－午後8時）
  - 11月1日 終日急行運転実施
- 1945年（昭和20年）9月25日 烏丸蛸薬師－京都駅前運行休止（連合国軍京都進駐による烏丸通通行止の為／同日午前9時－9月27日午後9時）
- 1952年（昭和27年）
  - 8月1日 循環線休止
  - 9月20日 京都駅前三線折返式乗降車場使用開始に伴い、循環線廃止撤去
- 1954年（昭和29年）6月1日 終日急行運転終了
- 1962年（昭和37年）3月27日 急行運転開始（日曜祝日を除く午前7時－午前9時）
- 1963年（昭和38年）6月20日 停留所統廃合（「烏丸蛸薬師」→廃止、「烏丸仏光寺」「烏丸松原」→統合「烏丸高辻」）
- 1964年（昭和39年）
  - 3月16日 2両連結運転開始（日曜祝日を除く午前7時－午前9時）
  - 6月1日 ワンマンカー運行開始（当初3週間は添乗者が付き、一人乗務は6月22日実施）
- 1965年（昭和40年）12月1日 自動車の併用軌道乗入を全面開放
- 1971年（昭和46年）3月31日 2両連結運転終了
- 1974年（昭和49年）
  - 3月31日 「さようなら 烏丸線」電車運行
  - 4月1日 烏丸車庫前－七条烏丸廃止し[1]、烏丸線系統を市バスに転換
- 1975年（昭和50年）3月30日 全車ワンマンカー化実施
- 1976年（昭和51年）9月16日 姉小路変電所廃止
- 1977年（昭和52年）
  - 9月30日 「さようなら 河原町・七条・烏丸線」電車運行
  - 10月1日 七条烏丸－京都駅前間廃止により、烏丸線全線廃止
- 1978年（昭和53年）10月1日 市電全廃に伴い、烏丸車庫並びに鞍馬口変電所廃止

## 電停一覧
停留所／交叉する通り（接続、距離、急行停車駅は路線図参照）
- 烏丸車庫前／北大路通
- 下総町／紫明通
- 烏丸鞍馬口／鞍馬口通
- 烏丸中学前／寺之内通
- 烏丸上立売／上立売通
- 烏丸今出川／今出川通
- 烏丸中立売／中立売通
- 烏丸出水／出水通
- 烏丸丸太町／丸太町通
- 烏丸二条／二条通
- 烏丸御池／御池通
- 烏丸三条／三条通
- 四条烏丸／四条通
- 烏丸高辻／高辻通
- 烏丸五条／五条通
- 東本願寺前／花屋町通
- 七条烏丸／七条通
- 京都駅前／塩小路通

## 特記事項
- 祇園祭山鉾巡行の際、巡路に当たる箇所では山鉾を優先し、架線を切断して電車には惰力で通過させ、途中で停止した場合には職員が電車を後押しする措置が採られた。